# Оппенвайлер
Оппенвайлер (нім. Oppenweiler) — громада в Німеччині, знаходиться в землі Баден-Вюртемберг. Підпорядковується адміністративному округу Штутгарт. Входить до складу району Ремс-Мур.
Площа — 19,83 км2. Населення становить 4363 ос. (станом на 31 грудня 2020).